# Shawn Layden
Shawn Layden (junho de 1961) é um executivo norte-americano que trabalhou para a Sony Interactive Entertainment, ocupando de 2016 a 2019 a posição de presidente da divisão SIE Worldwide Studios.

## Carreira
Layden se formou em 1983 da Universidade de Notre Dame com um bacharelato de artes em estudos americanos. Ele entrou no departamento de comunicação corporativa da Sony em 1987, trabalhando por anos como o assistente de comunicações do co-fundador Akio Morita. Depois atuou até 1999 na administração de desenvolvimento de software da SCE London Studio, sendo promovido para vice-presidente da Sony Computer Entertainment Europe. Layden ficou neste cargo por nove anos até receber uma nova promoção, desta vez em outubro de 2007 para presidente Sony Computer Entertainment Japan.
Em 2010 foi um dos co-fundadores da Sony Network Entertainment International, assumindo a posição de vice-presidente executivo e diretor de operações. Layden sucedeu Jack Tretton em abril de 2014 como o presidente e diretor executivo da Sony Computer Entertainment America. Em 2016 também foi nomeado presidente da divisão SIE Worldwide Studios, passando a partir de 2018 concentrar todos os seus esforços em seus trabalhos nessa divisão. Ele deixou a Sony em setembro do ano seguinte.